# Polska na zawodach Pucharu Europy w Lekkoatletyce 1997
Polska na zawodach Pucharu Europy w Lekkoatletyce 1997 – wyniki reprezentacji Polski w 18. edycji Pucharu Europy w 1997.
Zarówno reprezentacja żeńska, jak i męska, wystąpiły w zawodach Grupy A I ligi (II poziom rozgrywek), które odbyły się w dniach 7–8 czerwca 1997 w Pradze.

## Mężczyźni
Polska zajęła 2. miejsce wśród ośmiu zespołów, zdobywając 114 punktów i pozostała w I lidze (II poziom rozgrywek).
- 100 m: Marcin Krzywański – 8 m. (13,97)
- 200 m: Ryszard Pilarczyk – 2 m. (21,06)
- 400 m: Robert Maćkowiak – 1 m. (45,75)
- 800 m: Wojciech Kałdowski – 4 m. (1:48,05)
- 1500 m: Piotr Rostkowski – 1 m. (3:40,80)
- 3000 m: Dariusz Kruczkowski – 3 m. (8:01,93)
- 5000 m: Artur Błasiński – 4 m. (14:05,38)
- 110 m ppł: Artur Kohutek – 1 m. (13,56)
- 400 m ppł: Paweł Januszewski – 2 m. (49,67)
- 3000 m z przeszkodami: Rafał Wójcik – 2 m. (8:35,55)
- skok wzwyż: Szymon Kuźma – 4 m. (2,21)
- skok o tyczce: Adam Kolasa – nie zaliczył żadnej wysokości
- skok w dal: Krzysztof Łuczak – 4 m. (7,84)
- trójskok: Krystian Ciemała – 5 m. (16,67)
- pchnięcie kulą: Przemysław Zabawski – 4 m. (18,62)
- rzut dyskiem: Andrzej Krawczyk – 5 m. (56,20)
- rzut młotem: Szymon Ziółkowski – 1 m. (74,78)
- rzut oszczepem: Rajmund Kółko – 1 m. (80,60)
- sztafeta 4 × 100 m: Marcin Krzywański, Marcin Nowak, Piotr Balcerzak, Ryszard Pilarczyk – 4 m. (39,71)
- sztafeta 4 × 400 m: Tomasz Czubak, Piotr Rysiukiewicz, Piotr Haczek, Robert Maćkowiak – 1 m. (3:01,15)

## Kobiety
Polska zajęła 2. miejsce wśród ośmiu zespołów, zdobywając 113 punktów (tyle samo, co zwycięski zespół Czech) i pozostała w I lidze (II poziom rozgrywek).
- 100 m: Kinga Leszczyńska – 6 m. (11,87)
- 200 m: Kinga Leszczyńska – 2 m. (23,40)
- 400 m: Aleksandra Pielużek – 6 m. (54,25)
- 800 m: Małgorzata Rydz – 3 m. (2:02,68)
- 1500 m: Małgorzata Rydz – 3 m. (4:16,30)
- 3000 m: Lidia Chojecka – 1 m. (9:01,04)
- 5000 m: Danuta Marczyk – 4 m. (16:18,52)
- 100 m ppł: Anna Leszczyńska – 1 m. (13,25)
- 400 m ppł: Monika Warnicka – 3 m. (57,20)
- skok wzwyż: Agnieszka Giedrojć-Juraha – 6 m. (1,81)
- skok o tyczce: Anna Wielgus – 5 m. (3,60)
- skok w dal: Agata Karczmarek – 1 m. (6,84)
- trójskok: Ilona Pazoła – 6 m. (13,04)
- pchnięcie kulą: Krystyna Zabawska – 1 m. (18,03)
- rzut dyskiem: Renata Katewicz – 2 m. (61,50)
- rzut młotem: Kamila Skolimowska – 1 m. (57,74)
- rzut oszczepem: Genowefa Patla – 3 m. (57,90)
- sztafeta 4 × 100 m: Kinga Leszczyńska, Anna Leszczyńska, Anna Głowacka, Dorota Brodowska – 1 m. (43,97)
- sztafeta 4 × 400 m: Sylwia Kwilińska, Inga Tarnawska, Małgorzata Pskit, Aleksandra Pielużek – 3 m. (3:33,44)